# Gerhard Raabe

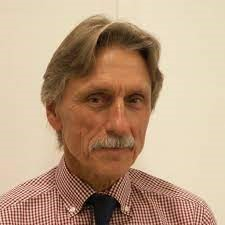
Gerhard Raabe

Gerhard Paul Raabe (* 4. November 1950 in Obrighoven bei Wesel) ist ein deutscher Chemiker und Professor für Theoretische Chemie an der RWTH Aachen.

## Leben
Nach dem Besuch der Realschule in Wesel, einer Chemielaborantenlehre bei der Bayer AG in Leverkusen, dem 18-monatigen Wehrdienst bei der Luftwaffe der Bundeswehr und einer kurzen beruflichen Tätigkeit als Chemielaborant bei Bayer besuchte Gerhard Raabe von August 1972 an das Ruhr-Kolleg in Essen, an dem er im Dezember 1974 die Allgemeine Hochschulreife erhielt. Im Sommersemester 1975 ging er zum Studium der Chemie an die RWTH Aachen, das er 1980 mit einer Diplomarbeit in Theoretischer Chemie bei Jörg Fleischhauer abschloss. Für die ausgezeichneten Studienleistungen erhielt er die Springorum-Denkmünze. Als Stipendiat der Studienstiftung des Deutschen Volkes wurde er 1983 an der RWTH Aachen mit Auszeichnung zum Dr. rer. nat. promoviert und mit der Borchers-Plakette ausgezeichnet, nachdem er bei Fleischhauer eine Dissertation in Theoretischer Chemie angefertigt hatte. Während seiner Promotionszeit wurde er 1981 im Corps Saxonia-Berlin zu Aachen aktiv.
Von 1984 bis 1985 arbeitete er als durch die Studienstiftung des Deutschen Volkes geförderter Post-Doktorand bei Josef Michl an der University of Utah in Salt Lake City über die Photochemie und Spektroskopie hochreaktiver Siliciumverbindungen unter Bedingungen der Matrixisolation. Hieran schlossen sich Tätigkeiten als wissenschaftlicher Angestellter der Theoretischen Chemie der RWTH Aachen, als Product Development Manager für Vulkanisationsbeschleuniger bei Akzo-Chemicals in Düren und eine 9-monatige Weiterbildung in Röntgenstrukturanalyse am Max-Planck-Institut für Kohlenforschung an. Ende 1989 übernahm er die Abteilung für Röntgenstrukturanalyse des Instituts für Organische Chemie der RWTH Aachen. 1998 habilitierte er sich dort im Fach Theoretische Chemie. Im Januar 2003 wurde er zum Außerplanmäßigen Professor für Theoretische Chemie der RWTH Aachen ernannt. 
Seit 1987 hielt er sich mehrfach zu Forschungszwecken bei Josef Michl an der University of Texas at Austin und an der University of Colorado at Boulder sowie bei Syd Hall an der University of Western Australia in Perth auf. Von Oktober 2011 bis Januar 2012 unterrichtete er an der German University of Technology in Oman. Die letzten Jahre bis zu seiner Emeritierung Ende 2019 hatte er die Lehrstuhlvertretung am Lehrstuhl III für organische Chemie der RWTH inne. 
Die Forschungstätigkeit von Gerhard Raabe konzentriert sich auf die Struktur von und die Bindung in Kristallen organischer Moleküle. Seine wissenschaftliche Arbeit resultierte bisher in 499 Publikationen. Er gehört der Computational Chemistry Coalition der RWTH Aachen an.